# Pars compacta
La pars compacta (SNpc) es una porción de la sustancia negra, situada en el mesencéfalo. Está formada por neuronas dopaminérgicas y situada medial a la pars reticulata. La enfermedad de Parkinson se caracteriza por la muerte de neuronas dopaminérgicas en esta región.

## Anatomía
En los seres humanos, los cuerpos de las células nerviosas de la pars compacta están coloreados de negro por el pigmento neuromelanina. El grado de pigmentación aumenta con la edad. Esta pigmentación es visible como una franja negra distintiva en secciones cerebrales y es el origen del nombre dado a este volumen del cerebro. Las neuronas tienen dendritas especialmente largas y gruesas (François et al.). Las dendritas ventrales, en particular, descienden profundamente en la pars reticulata. Otras neuronas similares están distribuidas más escasamente en el mesencéfalo y constituyen "grupos" sin bordes bien definidos, aunque continuos a la pars compacta, en posición prerubral. A éstas se les ha dado, en trabajos tempranos en ratas (sin mucho respeto por las subdivisiones anatómicas), el nombre de "área A8" y "A10". La pars compacta propiamente dicha ("A9") suele subdividirse en un nivel ventral y otro dorsal, siendo este último positivo para la calbindina. El nivel ventral se considera A9v. El nivel dorsal A9d está vinculado a un conjunto que comprende también A8 y A10, representando A8, A9d y A10 el 28% de las neuronas dopaminérgicas. Las neuronas de la pars compacta reciben señales inhibidoras de los axones colaterales de las neuronas de la pars reticulata.
Las neuronas dopaminérgicas de la pars compacta proyectan muchos de sus axones a lo largo de la vía nigroestriatal hasta el estriado dorsal, donde liberan el neurotransmisor dopamina. Existe una organización en la que las neuronas dopaminérgicas de las franjas (las más bajas) van al estriado sensoriomotor y las más altas al estriado asociativo. Los axones dopaminérgicos también inervan otros elementos del sistema de ganglios basales, como el pálido lateral y medial, la sustancia negra pars reticulata y el núcleo subtalámico.

## Función
La función de las neuronas dopaminérgicas de la sustancia negra pars compacta (SNc) es compleja. Contrariamente a lo que se creía en un principio, las neuronas de la SNc no estimulan directamente el movimiento: en cambio, desempeñan un papel indirecto al regular la función más directa del cuerpo estriado, contribuyendo al control motor fino, como se ha confirmado en modelos animales con lesiones de la SNc. Así pues, la estimulación eléctrica de la sustancia negra no produce movimiento, pero la falta de neuronas de la pars compacta tiene una gran influencia en el movimiento, como demuestran los síntomas de la enfermedad de Parkinson.
"Las neuronas dopaminérgicas se activan ante estímulos nuevos e inesperados, ante recompensas primarias [...] durante el aprendizaje". Se cree que las neuronas dopaminérgicas están implicadas en el aprendizaje para predecir qué comportamientos conducirán a una recompensa (por ejemplo, comida o sexo). En concreto, se sugiere que las neuronas dopaminérgicas se disparan cuando una recompensa es mayor que la esperada previamente; un componente clave de muchos modelos de aprendizaje por refuerzo. Esta señal puede utilizarse entonces para actualizar el valor esperado de esa acción. Muchas drogas recreativas, como la cocaína, imitan esta respuesta de recompensa, lo que explica su naturaleza adictiva.

## Patología
La degeneración de las neuronas pigmentadas en esta región es la principal patología que subyace a la enfermedad de Parkinson y esta despigmentación puede visualizarse in vivo con la IRM de neuromelanina. En unas pocas personas, la causa de la enfermedad de Parkinson es genética, pero en la mayoría de los casos se desconoce el motivo de la muerte de estas neuronas dopaminérgicas (idiopática). El parkinsonismo también puede producirse por infecciones víricas, como la encefalitis, o por una serie de toxinas, como la MPTP, una toxina industrial que puede producirse por error durante la síntesis del análogo de la meperidina MPPP. Muchas de estas toxinas parecen actuar produciendo especies reactivas del oxígeno. La unión a la neuromelanina mediante complejos de transferencia de carga puede concentrar las toxinas generadoras de radicales en la sustancia negra.
También se cree que los cambios patológicos de las neuronas dopaminérgicas de la pars compacta están implicados en la esquizofrenia (véase la hipótesis dopaminérgica de la esquizofrenia) y en el retraso psicomotor que a veces se observa en la depresión clínica.